# Jardín Botánico Alfred L. Boerner
El Jardín Botánico Alfred L. Boerner en inglés : Alfred L. Boerner Botanical Gardens, es un arboreto y jardín botánico que se encuentra en Whitnall Park en la ciudad de Hales Corners, Wisconsin. 
El código de identificación del Alfred L. Boerner Botanical Gardens como miembro del "Botanic Gardens Conservation International" (BGCI), así como las siglas de su herbario es BOERN.

## Localización
Alfred L. Boerner Botanical Gardens, 5879 South 92 St. Hales Corners, Milwaukee County, Wisconsin WI 53130-2266 United States of America-Estados Unidos de América. 
Planos y vistas satelitales.42°56′10.68″N 88°1′52.68″O / 42.9363000, -88.0313000
Se cobra una tarifa de entrada.

## Historia
Los jardines se nombran en honor de Alfred Boerner, quién diseñó los cinco jardines originales (jardín de plantas anuales, perennes, rocalla, rosaleda y colección de peonias) fueron construidos en la década de 1930, inaugurándose en 1939.
En el transcurso de los años se han ido añadiendo más plantas a las colecciones, tal como en la rosaleda, o se han creado nuevas colecciones como el jardín de hierbas, de los lirios, colección de arbustos, o el paseo del pantano.
Los jardines son parte del Sistema de parques del condado de Milwaukee y se encuentra administrado por un profesional horticultor. 
Muchas especies de plantas que se cultivan se exhiben en concursos a nivel de todo el país. Los jardines incluyen la prueba y exhibición de la sociedad de Hosta de Norteamérica. 
Los jardines botánicos de Boerner están abiertos a partir de finales del mes de abril a principios de noviembre, y se cierran durante el invierno.

## Colecciones
Las plantas que aquí se exhiben se encuentran agrupadas en varias colecciones tal como :
- El jardín anual, era una parte de las colecciones originales en su creación y primero fue utilizado como área de exhibición para las vides, y las cubiertas de tierra para las exhibiciones anuales y las plantas experimentales, este recinto posee un muro que lo circunda.
- Jardín de plantas perennes, situado junto al anterior, también era una de las colecciones del diseño inicial del jardín. Las plantaciones originales eran sobre todo tulipanes y narcisos. Esta exhibición estacional se incrementó con una variedad más amplia de flores diseñadas para que hubiera una floración a lo largo de toda la temporada de apertura al público. Así los más tempranos son los tulipanes, seguidos por los narcisos y las peonias, en verano el Phlox y los girasoles, y en otoño los crisantemos. Cada uno comparte el espacio con, otras muchas perennes -- anémona, Coreopsis, lirios, Delphinium, Geranium, Hosta, Salvia y Sedum, entre otras muchas.
- Rosaleda, este jardín se abrió en 1939. Fue diseñado según líneas tradicionales, con los paseos de grava y con hierba entre los lechos, un cenador de piedra y madera, cuyos pilares de piedra sirven de apoyo para que escalen las rosas. Desde 1958 este jardín botánico han sido uno de los 23 botánicos a lo largo de todo EE. UU. donde cada año se seleccionan oficialmente la "Rosa de América" (con el sello del "All America Selections" AAS award).
- Jardín de hierbas, actualmente con doce lechos de exhibición de hierbas que contienen más de 300 variedades de plantas de porte herbáceo y de aproximadamente 7000 plantas. Las plantas se etiquetan con el nombre común, nombre botánico y a menudo con el nombre extranjero (e.g., alemán, polaco o italiano) junto con un listado de aplicaciones. Hay incluso un lecho para las hierbas nativas de Norteamérica. Los primeros nativos americanos aprendieron qué hierbas se podían utilizar con seguridad para las medicinas, los tintes, y las ceremonias religiosas, con la praxis del ensayo y el error.
- El paseo de los "lirios de un día", este se encuentra en la zona sur entre los jardines del pantano y la rocalla. Durante los meses del verano hay una explosión de color, de los Hemerocallis,(del griego "hermoso por un día.") plantas que producen flores que están abiertas durante un solo día, sin embargo, cada vástago de esta planta contiene una multiplicidad de flores, así que un solo vástago puede proporcionar numerosos días de floración. Su gama de color varía del amarillo pálido al púrpura y al rojo intenso, con muchas tonalidades intermedias.
- El paseo del pantano, el jardín del pantano en los jardines botánicos de Boerner es realmente un "pantano", porque el suelo allí es alcalino, ya que la base subyacente es piedra caliza. Pero en realidad es una manta verde donde no hay formas diseñadas evidentes, el lugar, sin embargo si parece como si la naturaleza lo hubiera diseñado con toda su fuerza. Área donde se pueden observar numerosas aves de paso y pájaros que son atraídas todo el verano por el agua que filtra, el suelo fresco, y el suministro de alimentos abundante de insectos.
- Rocalla, iniciada su construcción en 1934 y continuada hasta 1941, se emplearon más de 1000 toneladas de piedra caliza montadas en capas pseudo-naturales, que rellenan una antigua depresión del terreno, conformando una gruta con arbolado, serpenteo de choritos de agua y numerosas plantas rupícolas entre sus intersticios.
- Jardín de las peonías, las peonias plantas herbáceas se pueden observar con varias formas de flores - solas, semidobles, japoneses, de anémona, y de doble completo (a veces llamadas las "bombas").
- La alameda de arbustos ("Shrub Mall"), esta alameda es un "sitio" evocador con un edificio antiguo de estilo inglés rodeado de un jardín formal inglés del país. En el centro del pedio está una larga alameda, rodeada en sus bordes con profusión de arbustos. Se entremezclan con los arbustos las plantas anuales y las perennes.
- Arboretum, Dentro de los jardines y adyacente a ellos en el "Parque de Whitnall", y a lo largo del "Root River Parkway" se encuentra el arboretum, que muestra arboledas de diversas especies de árboles y de arbustos. Cerca está el Wehr Nature Center y la finca histórica Trimborn Farm, que también son administrados por el "Sistema de Parques del Condado".